# Ulrich von Wilamowitz-Moellendorff
Ulrich von Wilamowitz-Moellendorff (Markowitz, Posnania, 22 de diciembre de 1848 - Charlottenburg, Berlín, 25 de septiembre de 1931) fue un destacado filólogo y helenista alemán.

## Biografía y carrera académica
Tercer hijo de una aristocrática familia luterana de Posnania, región situada al este de Brandeburgo —hoy Polonia—, mostró poco interés en la carrera militar y diplomática que su padre había planificado para él. Desde 1862 asistió, al igual que Friedrich Nietzsche (cuatro años mayor que él) y otros connotados helenistas de la época, al liceo de Pforta, uno de los más reputados de Alemania en estudios clásicos. Además de latín y griego, los estudiantes aprendían allí inglés, francés y una base de hebreo e italiano. Decisiva fue durante este período la influencia que ejerció sobre él el rector Carl Ludwig Peter, en cuya casa Wilamowitz vivió, y a quien más tarde dedicara la disertación con la cual obtuvo su título de bachillerato en 1867. Desde octubre del mismo año estudió Filología en la Universidad de Bonn, donde cultivó una especial admiración por Anton Heinrich Springer, Reinhard Kekulé von Stradonitz y Jakob Bernays, aunque su maestro indiscutido fue Otto Jahn. Jahn murió en 1869, motivando así el traslado de Wilamowitz, junto con su reciente amigo Hermann Diels, a la Universidad de Berlín. En Berlín aprendió especialmente de Hermann Bonitz y asistió a las lecciones de Ernst Curtius y Adolf Kirchhoff. En 1870 se doctoró bajo la dirección de Moriz Haupt con la disertación titulada Observationes criticae in comoediam Graecam selectae [Observaciones críticas sobre la comedia griega].
Durante 1870 y 1871 sirve como voluntario en la guerra francoprusiana. Desde 1872 a 1874 vive y viaja por Grecia e Italia, donde llega a ser asistente y entabla una profunda y productiva amistad con el historiador Theodor Mommsen. A su vuelta sostuvo una gran polémica a través de varios libelos dirigidos contra la obra de Nietzsche, El nacimiento de la tragedia. Desde 1874 hasta Pascua de 1876, ejerce como Privatdozent en Berlín, donde presenta su tesis de habilitación en 1875, titulada Analecta Euripidea: Inest Supplicum fabula ad codicem archetypum recognita, que, como su título indica, incluye una edición crítica de Las suplicantes de Eurípides. En 1876 es nombrado profesor de Filología Clásica en la Universidad Ernst-Moritz-Arndt de Greifswald, puesto en el que permanece hasta 1883, y donde enseña un amplio rango de materias, incluyendo epigrafía, paleografía, Menandro y poesía helenística. Algunos de sus estudiantes fueron Hans von Arnim, Bruno Keil, Whilhelm Schulze, Eduard Schwartz, Ludwig Trauber y Friedrich Spiro. Durante estos años comienza también la publicación de la serie Philologische Untersuchungen [Investigaciones filológicas]. En 1878 se casa con la hija mayor de Mommsen, Marie.
En 1883 acepta la cátedra de Filología Clásica e Historia de la Antigüedad en la Universidad de Gotinga, en la que permanece durante catorce años. En Gotinga comienza una serie de estudios sobre tragedia griega, así como también la elaboración de traducciones de comedias griegas, las cuales fueron a menudo llevadas a escena en Berlín y otros sitios. El descubrimiento y publicación de la Constitución de los atenienses de Aristóteles por parte de Frederic G. Kenyon en 1891 inspiró su Aristoteles und Athen [Aristóteles y Atenas], en dos volúmenes, publicado en 1893. Gracias a Willamowitz, en 1892 llega a Gotinga como profesor de Teología Julius Wellhausen, amigo, antiguo colega suyo en Greifswald, e investigador en filología bíblica, cuyo trabajo sobre el Nuevo Testamento (véase Hipótesis documental), influenció decisivamente el estudio analítico de Wilamowitz sobre Homero, y a quien de hecho dedicó su Homerische Untersuchungen [Investigaciones homéricas], publicado en 1884.
En 1891 es nombrado Rector adjunto en Gotinga, mismo año en que fue designado miembro correspondiente de la Academia Prusiana de las Ciencias. En 1892 ingresa en la Asociación Científica de Gotinga, en representación de la cual forma parte desde 1894 en el comité de elaboración del Thesaurus Linguae Latinae.
En 1897, el ministro de Cultura prusiano, Friedrich Althoff, nombra a un reacio Wilamowitz como profesor de la Universidad Friedrich-Wilhelms en Berlín, donde sucede a Curtius como profesor de Retórica. En Berlín tiene como colegas a Johannes Vahlen, Adolf Kirchhoff, y a su amigo Hermann Diels, con quien inicia una estrecha colaboración académica. Junto a este y Eduard Norden funda en 1906 el Institut für Altertumskunde (Instituto para el Estudio de la Antigüedad). En 1899, tras la muerte de Heinrich Kiepert, pasa a ser miembro ordinario de la Academia de Ciencias de Prusia, de la que llega a ser presidente en 1902, puesto desde el cual dirigió el proyecto de Inscriptiones Graecae. Fue invitado a pronunciar conferencias en Oxford (1908) y Upsala (1912) y fue nombrado corresponsal de la Academia de Oslo en 1909. En 1914, Wilamowitz fue uno de los firmantes del Manifiesto de los 93, nombre comúnmente dado a la proclamación publicada el 4 de octubre de aquel año y suscrita por noventa y tres prominentes científicos, artistas y eruditos alemanes, en la que se declaraba un apoyo inequívoco a las acciones militares alemanas del comienzo de la Primera Guerra Mundial.
En 1921 pasa a retiro y es nombrado profesor emérito. Desde entonces su producción científica se incrementa ostensiblemente hasta su muerte, acaecida en 1931. Su última obra, Der Glaube der Hellenen [La fe de los helenos], en dos volúmenes, fue dictada a su hija Dorothea poco antes de morir.

## Obra
Wilamowitz, figura central de la filología clásica de los siglos XIX y XX, se opuso a la crítica textual de Friedrich August Wolf y Karl Lachmann; representando una especie de neoclasicismo, prefería a la historia de los textos una reconstrucción de la biografía de los autores a partir de sus obras. Escribió diversos cursos (La literatura griega en la antigüedad, La poesía helenística, ¿Qué es una tragedia ática? Introducción a la tragedia griega), una Historia de la filología (1921) y La fe de los griegos (1931-1932); publicó celebradas ediciones de Eurípides, Homero, Esquilo y Píndaro, y editó algunos de los primeros textos encontrados en papiros (Fragmentos de Calímaco). Otras importantes obras suyas son Aristoteles und Athen (Aristóteles y Atenas, Berlín, 1916, dos vols.) y Vitæ Homeri et Hesiodi (Vidas de Homero y Hesíodo, Bonn, 1916).

## Disputa Wilamowitz-Nietzsche
Fue una disputa que duró menos de dos años, que involucró directamente a solo cuatro personas y que la mayoría del mundo académico de la época observó con desaprobación desde la distancia. Wilamowitz publicó una serie de libelos bajo el título de Zukunftsphilologie! (¡Filología del futuro!) —en alusión al ensayo Zukunftsmusik (Música del futuro) de Richard Wagner— en los que atacaba a Nietzsche y al filólogo Erwin Rohde, profesor de la Universidad de Kiel y amigo de Nietzsche, quien había hecho la primera recensión pública de El nacimiento de la tragedia. Richard Wagner, a quien la teoría de Nietzsche legitimaba con sus concepciones estéticas, se introdujo en la querella por medio de una carta abierta.
En su obra, Nietzsche interpreta las tragedias de Eurípides como la decadencia y desaparición del genio primitivo de la tragedia griega, expresado particularmente este último en las obras de Esquilo. Wilamowitz, por su parte, veía en la tesis de Nietzsche un ataque contra los fundamentos mismos del pensamiento racional; sus libelos pretendían defender la filología tradicional contra una conjetura iconoclasta. Sin embargo, tal como reconociera más tarde el mismo Wilamowitz en sus Memorias, esta polémica había sido, en definitiva, el resultado de un malentendido.

## Obras (selección)
Como autor:
- Observationes criticae in comoediam Graecam selectae (Dissertation Berlin 1870), Berlín: Schade 1870.
- Analecta Euripidea (Habilitationsschrift Berlin 1875), Berlín: Borntraeger 1875.
- Homerische Untersuchungen, Berlín: Weidmann 1884.
- Aristoteles und Athen, Berlín: Weidmann 1893. 2 Bände. 3. Auflage 1985.
- Einleitung in die attische Tragödie (Euripides Herakles erklärt, Bd. 1). Berlín: Weidmann 1889
- Die Textgeschichte der griechischen Lyriker, Berlín: Weidmann 1900. 2. Auflage 1970.
- Reden und Vorträge, Berlín: Weidmann 1901. 4., umgearbeitete Auflage 1925–1926.
- Griechisches Lesebuch, Berlín: Weidmann 1902. 2 Bände.
- Die Textgeschichte der griechischen Bukoliker, Berlín: Weidmann 1906.
- Einleitung in die griechische Tragödie, Berlín: Weidmann 1907. Unveränderter Nachdruck aus Euripides Herakles, Band 1, Kapitel 1–4. 1. Auflage.
- Staat und Gesellschaft der Griechen und Römer, Berlín: Teubner 1910. 2. Auflage 1923. Nachdruck 1979.
- Sappho und Simonides: Untersuchungen über griechische Lyriker, Berlín: Weidmann 1913. Nachdruck 1966, 1985.
- Aischylos: Interpretationen, Berlín: Weidmann 1914. 2. Auflage Zürich/ Dublin 1967.
- Reden aus der Kriegszeit, Berlín: Weidmann 1915.
- Die Ilias und Homer, Berlín: Weidmann 1916. 3. Auflage 1966.
- Der griechische und der platonische Staatsgedanke, Berlín: Weidmann 1919.
- Platon. Leben und Werke/ Beilagen und Textkritik, Berlín: Weidmann 1919. 2 Bände. 2. Aufl. 1920, 3. Aufl. 1929, 4. Aufl. 1948, 5. Aufl. 1969, Nachdruck 1992.
- Griechische Verskunst, Berlín: Weidmann 1921. 3. Auflage 1975.
- Geschichte der Philologie, Berlin/ Leipzig: Teubner 1921. Leipzig 1959. Stuttgart/Leipzig 1998.
- Hellenistische Dichtung in der Zeit des Kallimachos, Berlín: Weidmann 1924. 2 Bände. 2. Auflage 1973.
- Die Heimkehr des Odysseus: Neue homerische Untersuchungen, Berlín: Weidmann 1927.
- Erinnerungen 1848–1914, Leipzig: Koehler 1928.
- Kyrene. Berlín: Weidmann 1928.
- Der Glaube der Hellenen, 2 Bde. Berlín: Weidmann 1931–1932. 2. Auflage, Darmstadt: Wissenschaftliche Buchgesellschaft 1955, Nachdrucke 1959, 1984, 1994.
- Kleine Schriften, herausgegeben von Paul Maas u. a. mit Unterstützung der Preußischen Akademie der Wissenschaften. Berlín: Weidmann 1935–1972. 6 Bände.

Traducciones y ediciones críticas:
- Callimachi hymni et epigrammata, Berlín: Weidmann 1882. 2. Auflage 1897.
- Aischylos Agamemnon Griechischer Text und deutsche Übersetzung, Berlín: Weidmann 1885.
- Isyllos von Epidauros, Berlín: Weidmann 1886.
- Euripides Herakles, Berlín: Weidmann 1889. 3 Bände. 2. Auflage 1895. 3. Auflage 1910. 4. Auflage 1959.
- Euripides Hippolytos. Griechisch und deutsch, Berlín: Weidmann 1891.
- (con Georg Kaibel): Aristotelis Politeia Athēnaiōn, Berlín: Weidmann 1891. 3. Auflage 1898.
- Orestie: Griechisch und deutsch, Berlín: Weidmann 1896.
- Bakchylides, Berlín: Weidmann 1898.
- Griechische Tragoedien, Berlín: Weidmann ab 1899. 14 Bände
- Die Reste des Landmannes von Menandros, Berlín: 1899.
- Adonis / Bion von Smyrna. Deutsch und Griechisch, Berlín: Weidmann 1900.
- Der Timotheos-Papyrus gefunden bei Abusir am 1. Februar 1902, Leipzig: Hinrichs 1903.
- Bucolici graeci, Oxford: Clarendon Press 1905.
- Epische und elegische Fragmente, Berlín: Weidmann 1907 (junto con Wilhelm Schubart).
- Aeschyli tragoediae, Berlín: Weidmann 1914. Editio minor 1915.
- Pindaros, Berlín: Weidmann 1922. 2. Auflage 1966.
- Menander: Das Schiedsgericht, Berlín: Weidmann 1925. Nachdruck 1958.